# Olof Hammar (ämbetsman)
Olof Arvid Constans Hammar, född den 2 november 1851 i Karlskrona, död den 21 juni 1918 i Örebro, var en svensk ämbetsman. Han var son till Olof Rudolf Hammar samt bror till Carl Elias och August Hammar.
Hammar blev student vid Lunds universitet 1870 och avlade examen till rättegångsverken 1874. Han blev extra ordinarie landskontorist i Blekinge län 1871, vice häradshövding 1878 och extra länsnotarie i Västernorrlands län 1881. Hammar var sekreterare vid Västernorrlands läns landsting 1882–1887. Han blev länsnotarie 1887, kronofogde i Södra Ångermanlands nedre fögderi, 1888, landssekreterare i Västernorrlands län 1894 och i Örebro län 1908. Hammar var ordförande i centralstyrelsen för Hernösands enskilda bank 1895–1908, vice ordförande i Västernorrlands läns hushållningssällskap från 1903 och ledamot i direktionen för Härnösands hospital från samma år. Han vilar på Olaus Petri kyrkogård i Örebro.